# كهف أبوكوما
كهف أبوكوما (باليابانية: あぶくま洞، بالروماجي: Abukuma-do) هو كهف جيري يقع في محافظة فوكوشيما في اليابان، تم إكتشافه يوم 15 أغسطس 1969 إلى الشمال من مدينة تامورا، أطلق عليه في البداية اسم "كهف كاماياما شونيو" (釜山鍾乳洞، Kamayama Shonyu-do)، صُنف على انه «معلم تراث طبيعي وسياحي» للمدينة يوم 7 فبراير 1971، وتم تغيير إسمه يوم 1 يونيو 1973 إلى «أبوكوما»، يمكن للزوار والسيّاح السير في مسار طوله 600 متر داخل الكهف بالإضافة إلى مسار آخر طوله 120 متر مخصص لإستكشاف صواعد ونوازل الكهف التي إحتاجت فترة حوالي 80 مليون عام لتتشكل، وخلف المنطقة السياحية يمتد الكهف لمسافة 2,500 متر أخرى تقريبًا غير مفتوحة للعامة، متوسط الحرارة داخل الكهف تبلغ °15 سيليزية، والرطوبة أكثر من 90%، إجمالي طول الكهف يقدر بأنه يصل إلى 3,300 متر.

## تاريخه
أكتشف الكهف في سبتمر عام 1969 في منطقة تدعى "مرتفعات أبوكوما" (阿武隈高) أو "مرتفعات هاراتشيتاي" (原地帯)، تحديدًا وسط هضبة من تشكيل جيولوجي متكون من رواسب الحجر الجيري غير المنتظمة، على السفح الغربي من جبل أوتاكيني، أُستخدم هذا الموقع منذ القدم بالتنقيب للحصول على الرخام والأحجار الجيرية الشائعة فيه، في العام الذي أكتشف فيه الكهف تم إيقاف التنقيب في تلك المنطقة ولا زال يوجد بروز من الحجر الجيري قرب ساحة السيارات حتى الآن.
تم إكتشاف الكهف عند النقطة التي تقع اليوم قرب مخرج دورة مسار السيّاح، حيث يتكون الكهف من فجوة بعمق (12 متر) ونفق يسير بإتجاه الشمال مسافة (60 متر) ثم نفق آخر بطول (15 متر) بإتجاه جنوب الغرب، في مارس 1970 قام «فريق إستكشافي من الجامعة اليابانية» بإستكشاف الكهف من الداخل ليجدوا الكهف الرئيسي مقابل فتحة الهواء في الطرف الشمالي حيث كانت تعتبر تلك النقطة هي النهاية، وفي عام 1973 (بعد 4 سنوات من إستكشافه) تم تهيئة الكهف من الداخل لإفتتاحه أمام الزوار.

## كائنات الكهف
يمكن مشاهدة الخفافيش آكلة الحشرات التي تأوي إلى داخل الكهف نهارًا أهمها؛ خفاش الحذوة الكبير، خفاش الحذوة الياباني الصغير [الإنجليزية]، خفاش هيلغيندورف أنبوبي الأنف [الإنجليزية]، بالإضافة إلى عدد من الحشرات منها؛ ألفية الأرجل، العقارب الزائفة، قافزات الذيل، جداجد جملية.

## التشكيل الصندوقي
التشكيلات الصندوقية [الإنجليزية] من التراكيب المميزة التي يمكن ملاحظتها داخل كهف أبوكوما، وهي نظام جيولوجي نادر يتشكل بفعل صفائح رقيقة من الكالسيت المعدني البارزة من جدران وسقوف الكهف لتولد تشكيلًا يشبه خلية النحل أو الصناديق، يمكن أيضًا العثور على التشيكلات الصندوقية في أماكن أخرى من اليابان، لكن حالياً كهف أبوكوما هو الكهف الجيري الوحيد في اليابان المفتوح أمام السيّاح والزائرين، لذا يعتبر الموقع الوحيد في اليابان الذي يمكن من خلاله مشاهدة التشكيلات الصندوقية.

## شجرة الميلاد والصقيع الفضي
«شجرة عيد الميلاد» و«الصقيع الفضي» هما اثنان من الرواسب الكهفية [الإنجليزية] المميزة الموجودة في كهف أبوكوما، «شجرة عيد الميلاد» من الصواعد والصقيع الفضي بالكاد يلتقي بأحجار التنقيط على سقف الكهف، ووفقاً لمكتب أبوكوما لإدارة الكهوف فإن شجرة عيد الميلاد يصل إرتفاعها إلى أكثر من مترين مما يجعلها أكبر الصواعد في شرق العالم.

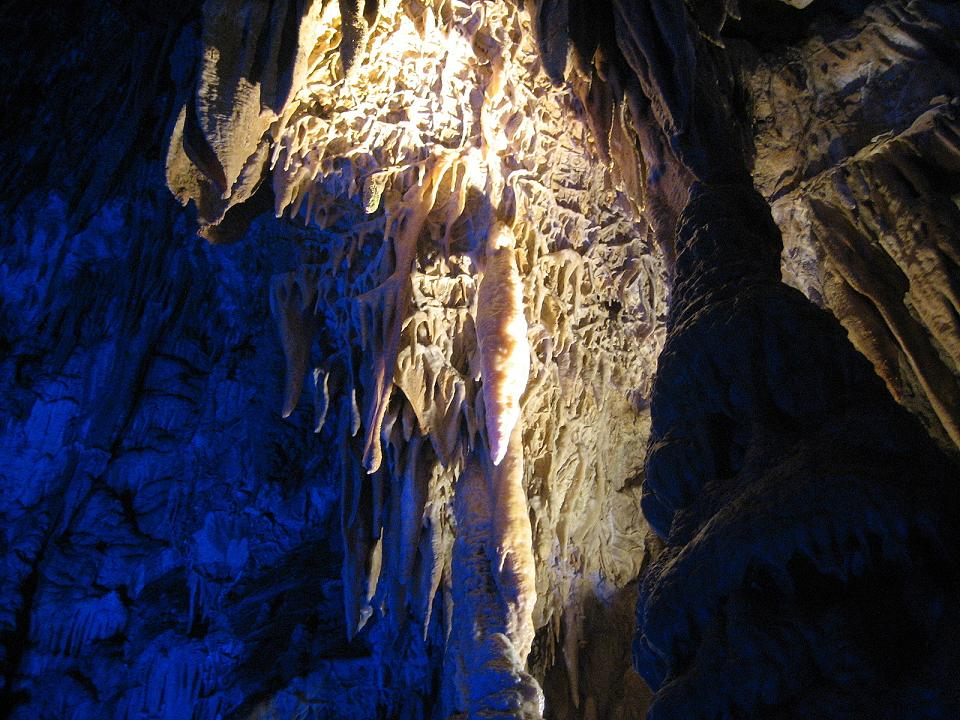
التشكيلات الصندوقية [الإنجليزية] داخل كهف أبوكوما.
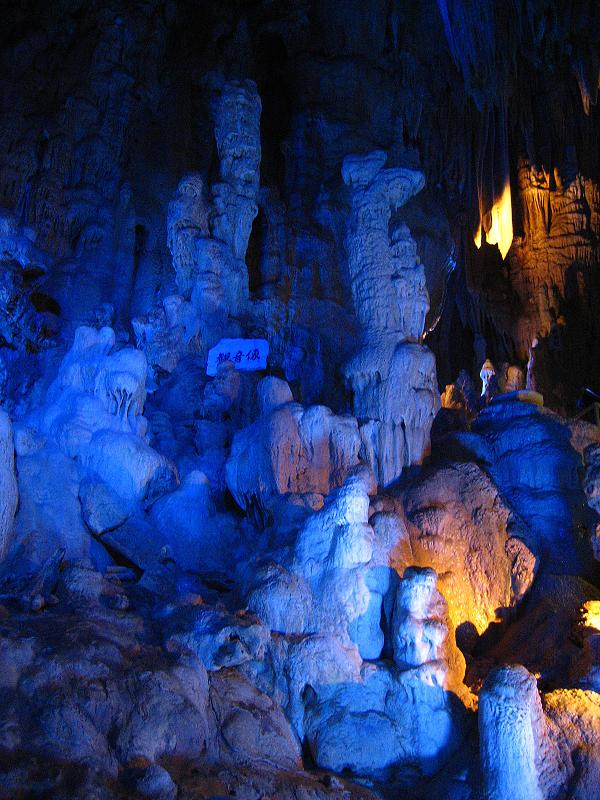
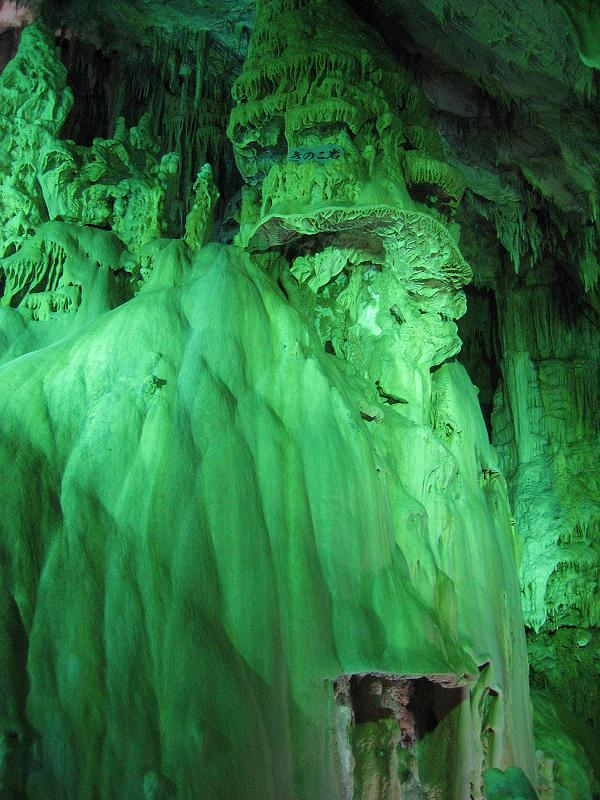
راسب كهفي [الإنجليزية] داخل الكهف يسمى (قصر التنين).
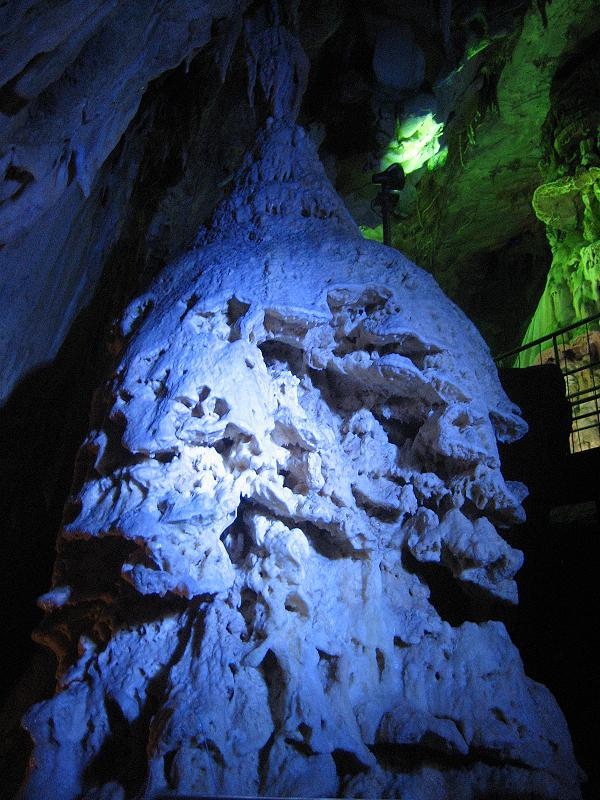
تشكيل "الصقيع الفضي".
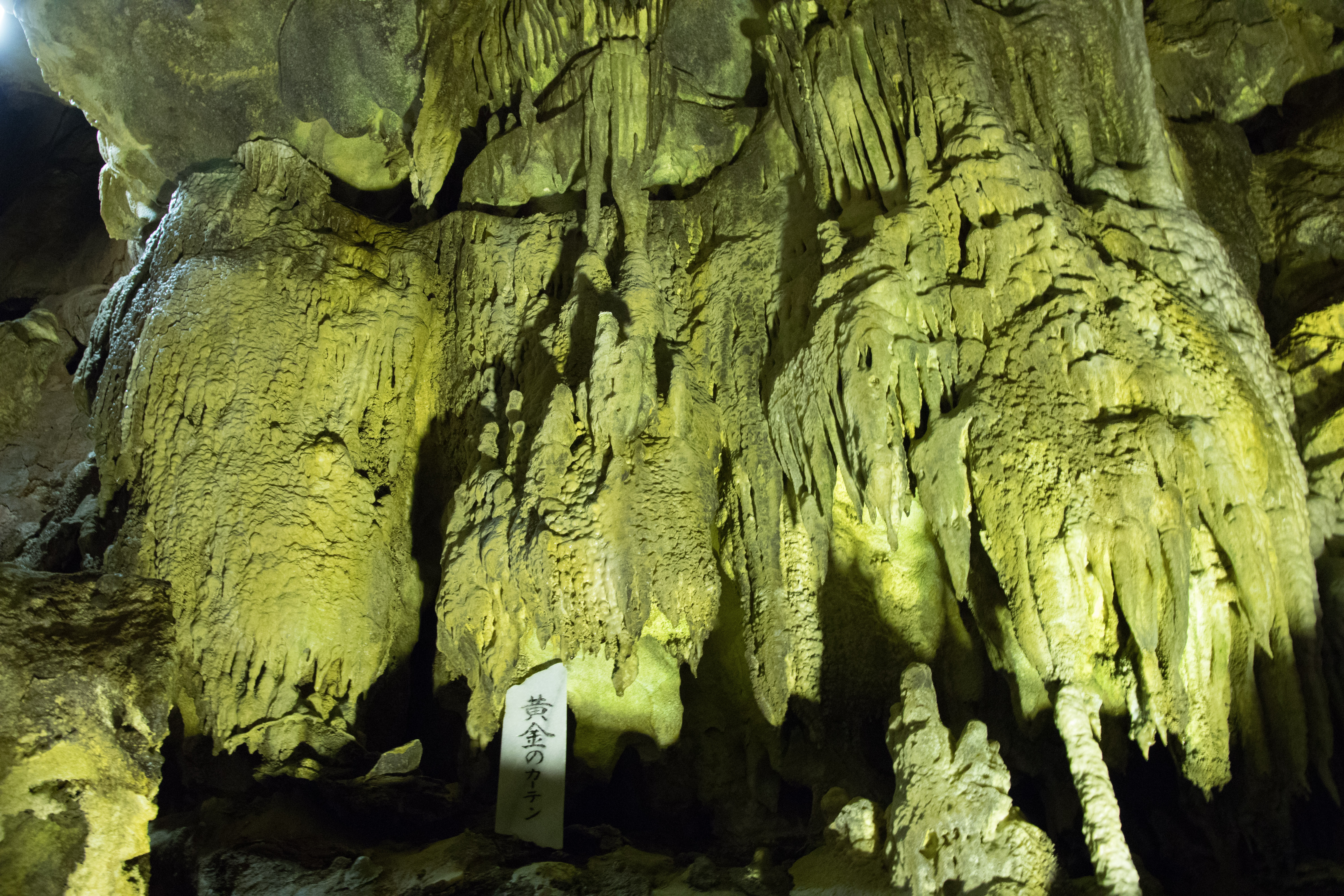
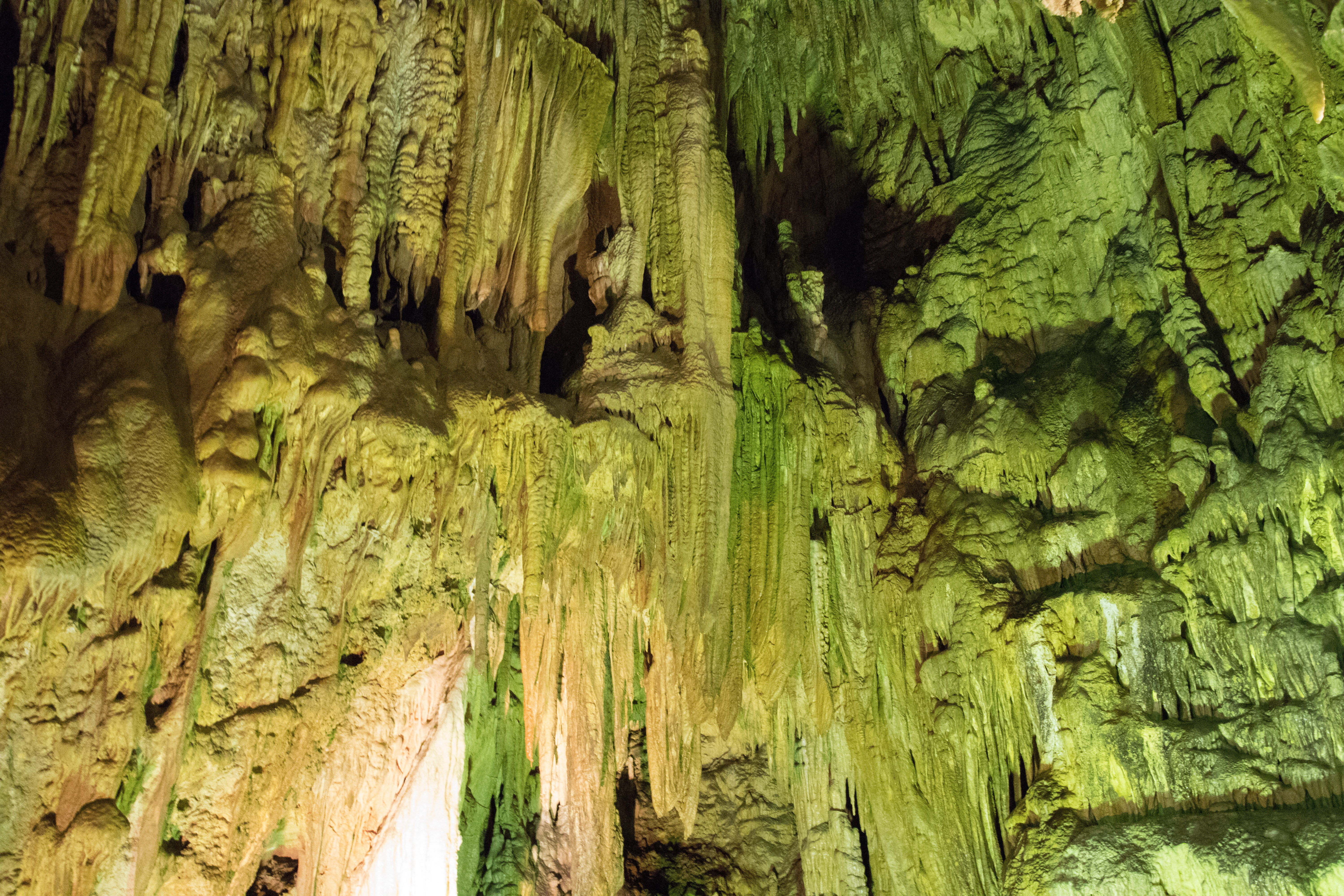

## طالع أيضًا
- كهف كوسيغاساوا
- كهف مورويا
- كهف خفاش بحيرة ساي
- كهف ناروساوا الثلجي
- جغرافيا اليابان
- العصر الحجري الياباني القديم